# Chauconin-Neufmontiers
Chauconin-Neufmontiers – miejscowość i gmina we Francji, w regionie Île-de-France, w departamencie Sekwana i Marna.
Według danych na rok 1990 gminę zamieszkiwało 1489 osób, a gęstość zaludnienia wynosiła 86 osób/km² (wśród 1287 gmin regionu Île-de-France Chauconin-Neufmontiers plasuje się na 552. miejscu pod względem liczby ludności, natomiast pod względem powierzchni na miejscu 116.).